# Castro Urdiales
Castro Urdiales est une ville et une commune du Nord de l'Espagne. 
Elle est située en Cantabrie à la frontière de la Biscaye.

## Historique

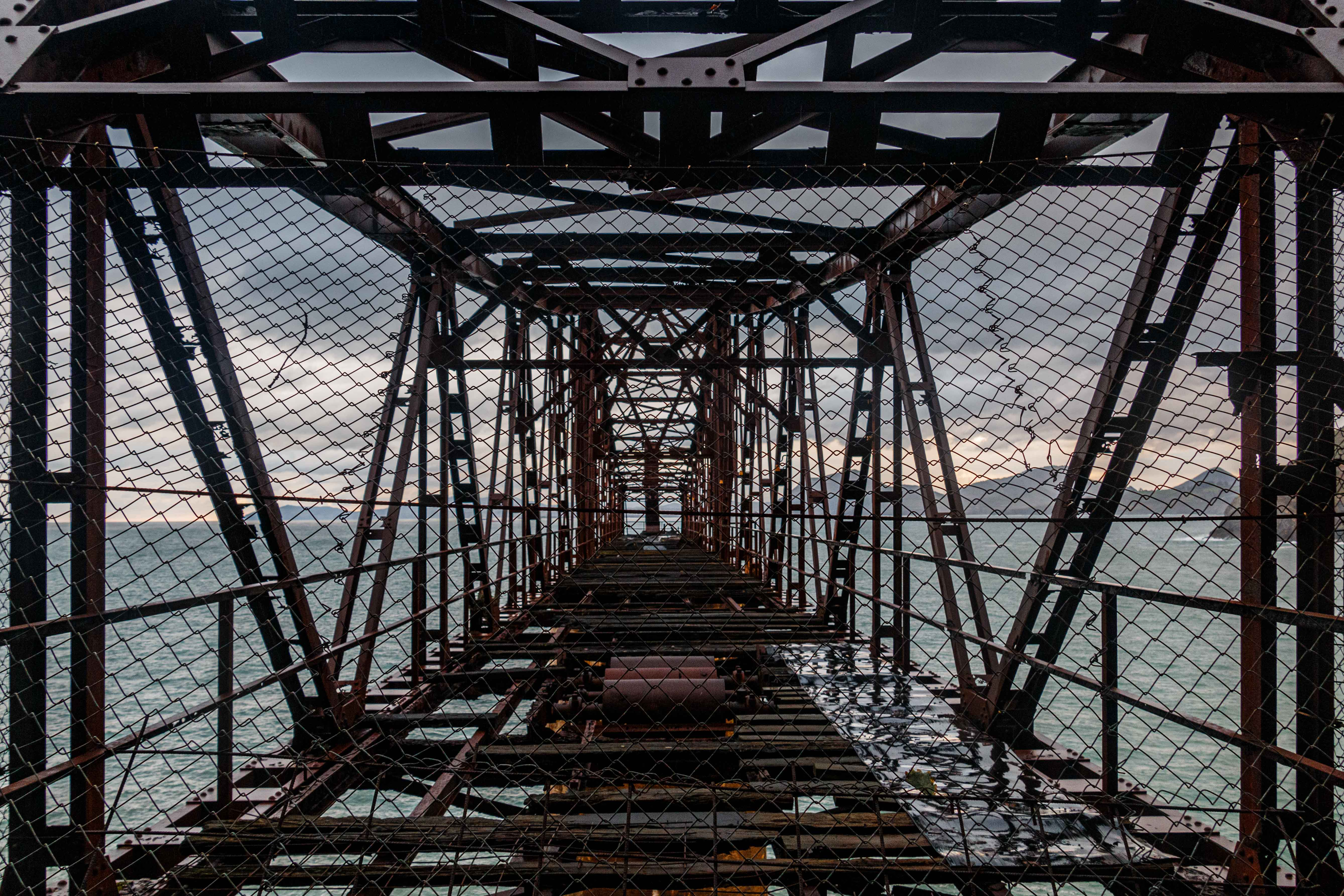
Cargadero de Mioño, ancien quai de chargement de minerai à Mioño, Castro Urdiales. Décembre 2014.

Portus Amanum est le premier nom de la ville alors capitale des Autrigons. 
En 74 av. J.-C., Flaviobriga est fondée sur les lieux par les Romains qui exploitent les gisements de fer des environs. Après une éclipse, Castro-Urdiales reçoit sa charte municipale en 1163 et reprend de l'importance au cours du Moyen Âge, profitant de sa situation propice aux échanges commerciaux entre l'Europe du Nord et la Castille : pêche, commerce avec les Flandres et participation à la Reconquista. Castro devient en 1296 le siège de la Confrérie des Marismas, fédération des ports principaux des côtes cantabrique et basque. Elle tombe ensuite dans l'oubli. 
En 1813, elle est ravagée par les troupes napoléoniennes. Ce sont les mines de fer, puis le tourisme qui font renaître Castro Urdiales, à la fin du XIXe siècle. Depuis quelques décennies, la petite ville, proche de Bilbao, est en pleine expansion immobilière.

## Patrimoine
- La grotte d'El Cuco présente différentes gravures d'animaux. On y distingue trois cerfs, deux chevaux, deux chèvres et un quadrupède non identifié.

Castro est célèbre pour ses plages, dont celle d'Ostende, hommage à la station balnéaire belge qui connut son heure de gloire au XIXe siècle. Posés sur un promontoire face à l'océan, l'église Santa Maria de la Asuncion (XIIIe siècle) et un château (XIIIe siècle) dominent les ports de la ville. Le vieux château templier de Santa Ana (es) est flanqué d'un phare achevé en 1853.
Castro se trouve sur le chemin de Compostelle du Nord.

## Jumelage
- Aire-sur-l'Adour (France)
- Bucráa (Sahara occidental)

## Personnalités liées
- Arturo Acebal Idígoras, peintre, sculpteur et céramiste y est décédé en 1977